# Bienville (Louisiane)
Pour les articles homonymes, voir Bienville (homonymie).
Bienville est un village de la Paroisse de Bienville en Louisiane, aux États-Unis.
Sa population était de 218 habitants en 2010.